# Kanton Reims-7
Kanton Reims-7 (fr. Canton de Reims-7) je francouzský kanton v departementu Marne v regionu Grand Est. Tvoří ho část města Remeš. Před reformou kantonů 2014 ho tvořily čtyři obce a část města Remeš.

## Obce kantonu
před rokem 2015:
- Cormontreuil
- Saint-Léonard
- Taissy
- Trois-Puits
- Remeš (část)